# 科迪亚克岛

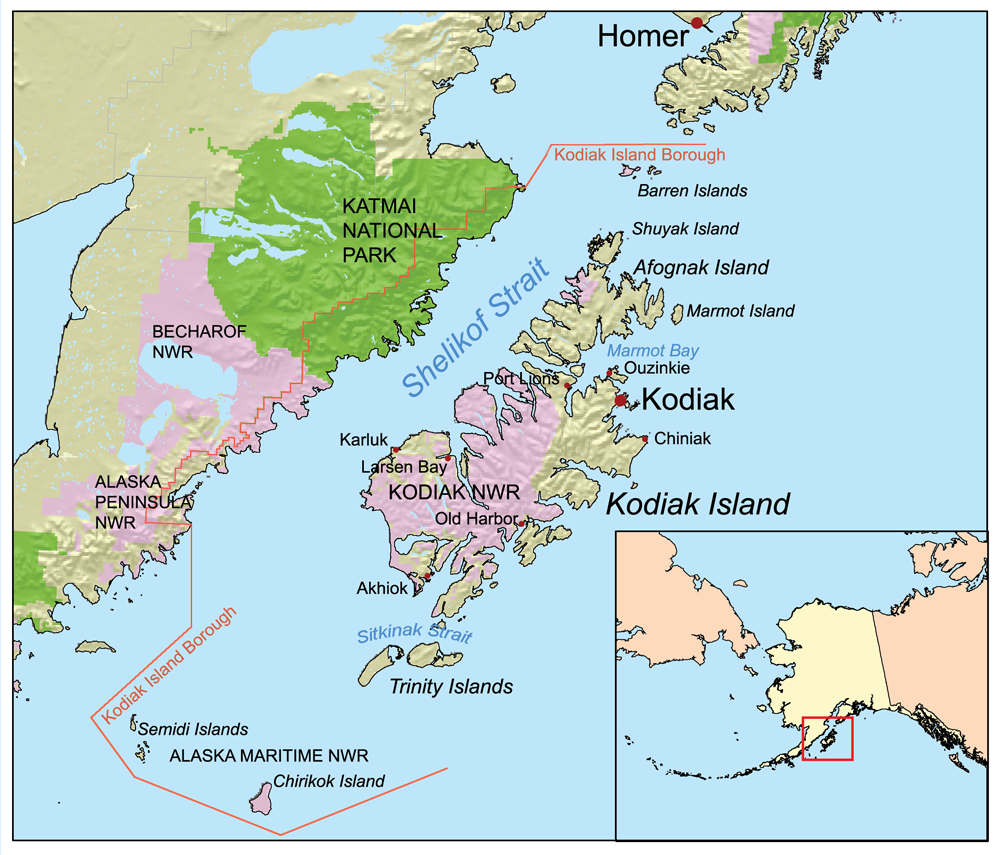
科迪亚克岛

科迪亚克岛（英語：Kodiak Island），美国阿拉斯加州南部一岛屿，位于阿拉斯加湾西部，距离安克雷奇250英里（400）。
该岛是科迪亚克群岛的主岛，也是阿拉斯加州第一大岛和仅次于夏威夷大岛的美国第二大岛，面积8975平方公里，常住人口约6,000人，其中爱斯基摩人超过2,000人。岛上经济以渔业为主，盛产大马哈鱼和鳕鱼。1784年，俄罗斯在该岛设立殖民据点，1867年随阿拉斯加被售予美国至今。設有「衛星發射場」（Kodiak LP-1）。
科迪亚克岛被認為是灰熊在25萬年前演化成為阿拉斯加棕熊的所在地。